# John Bird Hine
Pour les articles homonymes, voir Hine.
John Bird Hine, né le 21 novembre 1868 en Angleterre et mort le 4 février 1954, est un homme politique néo-zélandais.

## Biographie
Fermier de profession, élu député de la circonscription de Stratford (dans le Taranaki) à la Chambre des représentants aux élections de 1908, il s'engage dans la New Zealand Army au début de la Première Guerre mondiale. Intégré à la Brigade d'Infanterie montée, il est déployé au Proche-Orient et prend part à la campagne du Sinaï et de Palestine. Il atteint le grade de major avant d'être grièvement blessé en Palestine et rapatrié en Nouvelle-Zélande,. 
En août 1919, le Parti libéral quitte le gouvernement de coalition en place durant la guerre, et John Bird Hine est nommé ministre de l'Intérieur dans le gouvernement des seuls conservateurs, mené par William Massey. Il n'exerce toutefois cette fonction que quelques mois, car il est battu dans sa circonscription aux élections de décembre 1919,. 